# Canoë-kayak aux Jeux olympiques d'été de 1964
Navigation
Rome 1960 Mexico 1968
Résultats des épreuves de Canoë-kayak aux Jeux olympiques d'été de 1964 à Tokyo.
les épreuves de Canoë-kayak se sont déroulées sur le Lac Sagami, à 60 kilomètres de Tokyo. Elles ont eu lieu entre le 20 et le 22 octobre 1964.

## Tableau des médailles pour le canoë-kayak
| Rang | Nation                     | Or | Argent | Bronze | Total |
| ---- | -------------------------- | -- | ------ | ------ | ----- |
| 1    | Union soviétique           | 3  | 0      | 1      | 4     |
| 2    | Équipe unifiée d'Allemagne | 2  | 1      | 1      | 4     |
| 3    | Suède                      | 2  | 0      | 0      | 2     |
| 4    | Roumanie                   | 0  | 2      | 3      | 5     |
| 5    | États-Unis                 | 0  | 1      | 1      | 2     |
| 6    | France                     | 0  | 1      | 0      | 1     |
| 6    | Hongrie                    | 0  | 1      | 0      | 1     |
| 6    | Pays-Bas                   | 0  | 1      | 0      | 1     |
| 9    | Danemark                   | 0  | 0      | 1      | 1     |

## Course en ligne

### 1 000 mètrescanoë monoplace hommes
| Médaille           | Nom             | Pays                       |
| ------------------ | --------------- | -------------------------- |
| Médaille d'or      | Jürgen Eschert  | Équipe unifiée d'Allemagne |
| Médaille d'argent  | Andrei Igorov   | Roumanie                   |
| Médaille de bronze | Yevgeni Penyaev | Union soviétique           |

### 1 000 mètrescanoë biplace hommes
| Médaille           | Noms                             | Pays             |
| ------------------ | -------------------------------- | ---------------- |
| Médaille d'or      | Andrei Khimich Stepan Oshchepkov | Union soviétique |
| Médaille d'argent  | Jean Boudehen Michel Chapuis     | France           |
| Médaille de bronze | Peer Nielsen John Sörensen       | Danemark         |

### 500 mètreskayak monoplace femmes
| Médaille           | Nom                         | Pays             |
| ------------------ | --------------------------- | ---------------- |
| Médaille d'or      | Lyudmila Khvedosyuk-Pinaeva | Union soviétique |
| Médaille d'argent  | Hilde Lauer                 | Roumanie         |
| Médaille de bronze | Marcia Jones-Smoke          | États-Unis       |

### 1 000 mètreskayak monoplace hommes
| Médaille           | Nom            | Pays     |
| ------------------ | -------------- | -------- |
| Médaille d'or      | Rolf Peterson  | Suède    |
| Médaille d'argent  | Mihaly Hesz    | Hongrie  |
| Médaille de bronze | Aurel Vernescu | Roumanie |

### 500 mètreskayak biplace femmes
| Médaille           | Noms                                | Pays                       |
| ------------------ | ----------------------------------- | -------------------------- |
| Médaille d'or      | Roswitha Esser Annemarie Zimmermann | Équipe unifiée d'Allemagne |
| Médaille d'argent  | Francine Fox Glorianne Perrier      | États-Unis                 |
| Médaille de bronze | Hilde Lauer Cornelia Sideri         | Roumanie                   |

### 1 000 mètreskayak biplace hommes
| Médaille           | Noms                                 | Pays                       |
| ------------------ | ------------------------------------ | -------------------------- |
| Médaille d'or      | Sven-Olov Sjödelius Gunnar Utterberg | Suède                      |
| Médaille d'argent  | Antonius Geurts Paul Hoekstra        | Pays-Bas                   |
| Médaille de bronze | Heinz Büker Holger Zander            | Équipe unifiée d'Allemagne |

### 1 000 mètreskayak quatre places hommes
| Médaille           | Nom                                                                 | Pays                       |
| ------------------ | ------------------------------------------------------------------- | -------------------------- |
| Médaille d'or      | Nikolai Chuzhikov Anatoli Grishin Vyacheslav Ionov Vladimir Morozov | Union soviétique           |
| Médaille d'argent  | Günther Perleberg Bernhard Schulze Friedhelm Wentzke Holger Zander  | Équipe unifiée d'Allemagne |
| Médaille de bronze | Simion Cuciuc Atanase Sciotnic Mihai Ţurcaş Aurel Vernescu          | Roumanie                   |